# Ukrainas internationella legion
Ukrainas internationella legion, officiellt Ukrainas territoriella försvarsstyrkors internationella legion (ukrainska: Інтернаціональний легіон територіальної оборони України, Internatsionalnyj lehion oborony Ukrajiny), är en främlingslegion för utländska frivilliga som vill strida på Ukrainas sida efter Rysslands invasion av landet år 2022.

## Historia
Det har funnits utländska frivilliga i Ukraina sedan Ryssland började kriget mot Ukraina år 2014. Dessa frivilliga har stridit mot de separatister som stöds av Ryssland. I oktober 2014 godkändes Ukrainas parlament en lag som gjorde det möjligt för utlänningar att gå i tjänst hos Ukrainas försvarsmakt.
Den internationella legionen grundades den 27 februari 2022. Detta meddelade landets utrikesminister Dmytro Kuleba på Twitter.
Den 1 mars godkände Ukrainas president Volodymyr Zelenskyj en ukas som innebär visumfrihet till alla som kommer till Ukraina för att delta i den internationella legionen. Detta gäller dock inte medborgare i länder som deltar i invasionen av Ukraina.

## Storlek och organisation
Enligt Zelenskyj fanns det 16 000 personer i legionen i början av mars 2022. Ett år senare uppskattar individuella frivilliga att det förutom civila som hjälper till finns mindre än 3000 aktiva.
Enheter som hör till legionen:
| Beteckning | Namn                                     | Ytterligare uppgifter | Källa  |
| ---------- | ---------------------------------------- | --- | ------ |
|            | Kanadensisk-ukrainska brigaden           | består mestadels av kanadensare och kanadensare med ukrainsk bakgrund                                                          | [ 7 ]  |
|            | Legionen "Frihet för Ryssland"           | består mestadels av ryska soldater som har hoppat av från Rysslands sida                                                       | [ 8 ]  |
|            | Dzjochar Dudajev-bataljonen              | består mestadels av veteraner från de första och andra tjetjenienkrigen som stred vid sidan av Tjetjenska republiken Itjkerien | [ 9 ]  |
|            | Pahonja-regementet                       | består mestadels av belarusier; grundades av oppositionens president Svjatlana Tsichanoŭskaja.                                 | [ 10 ] |
|            | Fristående bataljonen för specialuppgift | består mestadels av tjetjener                                                                                                  | [ 11 ] |
|            | Normandiebrigaden                        | består mestadels av kanadensare                                                                                                | [ 12 ] |
|            | Kareliens nationella bataljon            | består mestadels av karelska nationalister                                                                                     | [ 13 ] |
|            | Imamen Sjamil-bataljon                   | består mestadels av personer från Dagestan                                                                                     | [ 14 ] |
|            | Basjkort-kompaniet                       | består mestadels av basjkirer                                                                                                  | [ 15 ] |

Några bekända personer som har gått i tjänsten hos legionen:
- Irakli Okruasjvili (Georgiens före detta försvarsminister)[16]
- Juris Jurašs (parlamentariker från Lettland)[16]
- Sandra Andersen Eira (politiker i norska sametinget)[17]

## Reaktioner
Legionärernas hemländer har olika åsikter om det är lagligt att gå i tjänsten eller inte. Lagen i USA förbjuder inte explicit att tjänstgöra i utländska militärer och sådana personer kommer inte heller att förlora sitt medborgarskap. I Storbritannien har det varit olagligt att gå i tjänst hos en armé som är i krig med Storbritannien sedan 1870 men i dagens läge har ingen åtalats för detta. Kanadas försvarsminister Anita Anand sade att gå i tjänst hos legionen är var och ens individuella val.